# Cathédrale Saint-Joseph d'Ankawa
Pour les articles homonymes, voir Cathédrale Saint-Joseph.
La cathédrale Saint-Joseph est une cathédrale de l'Église catholique chaldéenne, siège de l'archiéparchie (archidiocèse pour les orientaux) chaldéenne catholique d'Erbil en Irak. Elle est dédiée à saint Joseph.

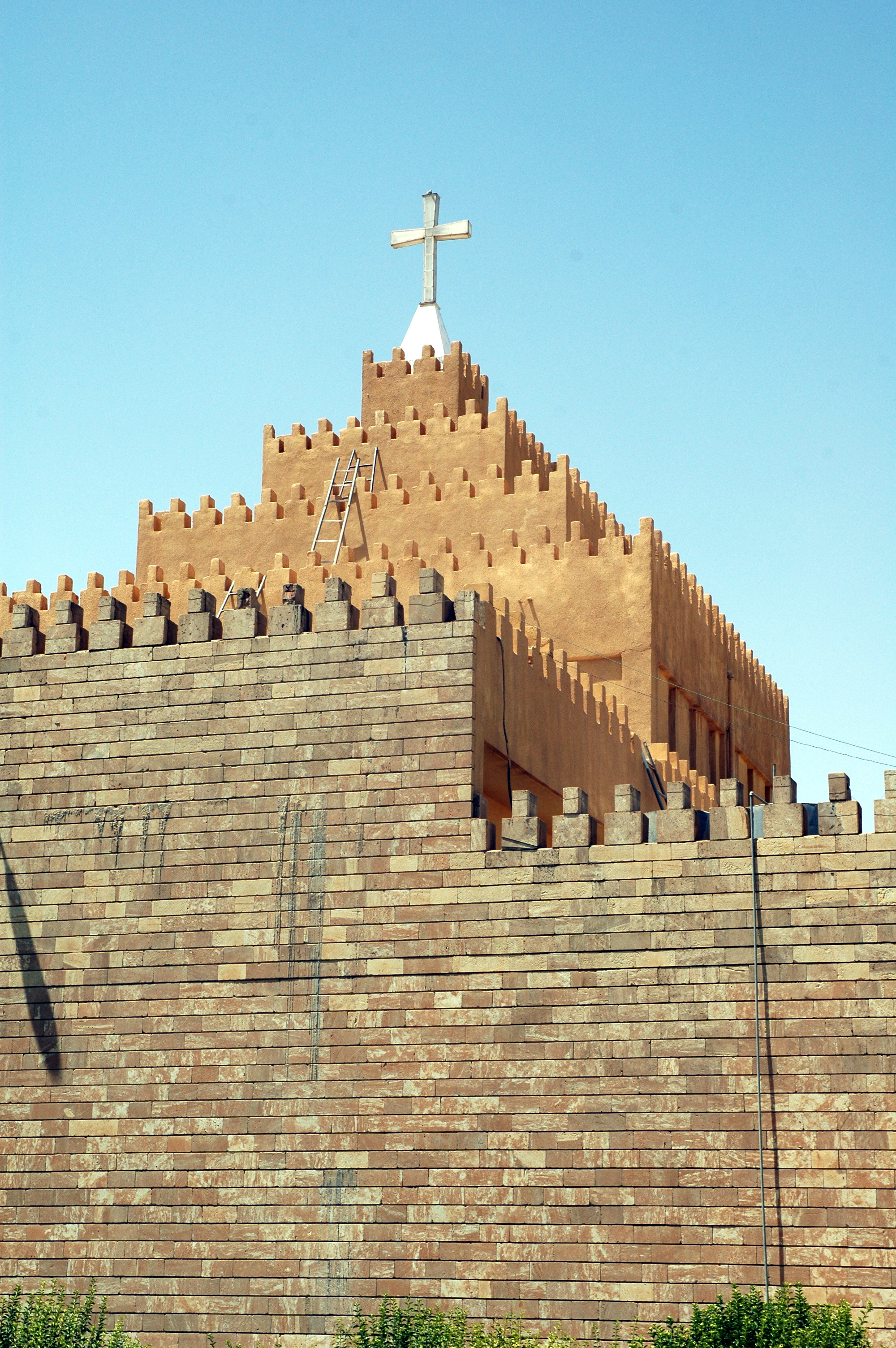
Vue de la cathédrale en 2005

## Localisation
Elle se trouve à Ankawa, faubourg nord de la ville d'Erbil.

## Historique
Elle a accueilli un grand nombre de chrétiens pourchassés après la prise de Mossoul et de sa région par l'État islamique à partir de 2014.
À l'invitation du patriarche Louis Raphaël Ier Sako, la cathédrale est visitée le 6 mars 2021 par le pape François au deuxième jour de sa visite pastorale en Irak. Il y célèbre la messe dans le rite chaldéen, une première pour un pape, en présence du président Barham Salih, du Premier ministre Moustafa al-Kazimi et d'autres membres du gouvernement irakien.

## Architecture
La cathédrale a été construite de 1978 à 1981 en style babylonien, en grande partie sur les fonds de l'État et avec l'aide de volontaires locaux, sous l'épiscopat de Mgr Stéphane Babaka. Son portail rappelle par sa forme la porte d'Ishtar.